# 스탠퍼드 스타디움
스탠퍼드 스타디움(Stanford Stadium)는 미국 캘리포니아주 스탠퍼드에 위치한 다목적 경기장이다. MLS 산호세 어스퀘이크스가 홈 경기장으로 사용하고 있다.